# Agustín Codazzi
Agustín Codazzi, o semplicemente Codazzi, è un comune della Colombia facente parte del dipartimento di Cesar.
Il centro abitato venne fondato da Félix Arias nel 1700 come Espíritu Santo, mentre l'istituzione del comune è del 25 febbraio 1958. Il nome del comune è in onore di Agostino Codazzi, militare, geografo, esploratore italiano comandante dell'esercito di Simon Bolivar y Jose Antonio Páez.